# Gloria Swansonová
Gloria Swansonová (nepřechýleně Gloria Swanson, rodným jménem Gloria May Josephine Swansonová; 27. března 1899, Chicago – 4. dubna 1983, New York) byla americká herečka a hvězda němého filmu. Režisér Cecil B. DeMille z ní vytvořil prototyp moderní svůdné ženy. Po nástupu zvukových filmů svou filmovou dráhu ukončila a začala působit v divadle. Příležitostně se však k filmu vrátila a snímek Billyho Wildera Sunset Boulevard z roku 1950 se paradoxně stal jejím nejslavnějším filmem.

## Život
Její otec byl voják švédského původu, její matka, rozená Klanowská, měla kořeny německo-francouzsko-polské.
K filmu prvně přičichla v malém chicagském studiu Essanay Studios. Tehdy stála před kamerou v pouhých čtrnácti letech (1914). V jejím druhém filmu, stále ještě v Chicagu, ji režijně vedl Charlie Chaplin. V roce 1916 odjela do Kalifornie, kde právě vznikalo epicentrum amerického filmového průmyslu.
V Hollywoodu pracovala nejprve pro studio Sennett–Keystone, ale brzy přešla k expandujícímu Paramountu. Zde natočila své nejslavnější němé filmy jako Muž a žena nebo Anatolovy milostné aféry. V roce 1925 přešla k United Artists. Zde natočila Sadie Thompsonovou a Nepovolaného, za výkon v obou filmech byla nominována na Oscara. Poslední film pro United Artists natočila v roce 1933 (Dokonalé porozumění). Pak byla zatlačena do pozadí novými hvězdami zvukové éry. Odjela tedy z Hollywoodu do New Yorku, začala se zde věnovat divadlu a také začala psát sloupky do novin. Na konci 40. let si na ni vzpomněl režisér Billy Wilder a nabídl jí roli Normy Desmondové ve filmu Sunset Boulevard. Film měl úspěch a Swansonová ve svých padesáti letech prožila fenomenální comeback. Natočila pak ještě tři celovečerní filmy, aby v 50. letech přešla bez obav do televize, jež tehdy začala získávat masovou popularitu, avšak pro mnoho divadelních a filmových hvězd měla dlouho stigma pokleslé zábavy. Získala také pravidelný pořad v rozhlase. Přinesla v něm mj. reportáž ze svatby monackého knížete Rainiera s herečkou Grace Kellyovou. Hodně prostoru ve svém rozhlasovém cyklu věnovala módě a vydobyla si pozici té, která „určuje trendy“. Jejím dalším velkým tématem byla zdravá výživa. V pozdějším věku začala také malovat a sochat.
Jedním z mnoha jejích partnerů byl herec Erich von Stroheim. Naposledy se vdala v 77 letech.

## Filmografie (výběr)
- 1917 Baseball Madness (režie Billy Mason)
- 1918 Station Content (režie Arthur Hoyt)
- 1918 You Can't Believe Everything (režie Jack Conway)
- 1918 The Secret Code (režie Albert Parker)
- 1919 Don't Change Your Husband (režie Cecil B. DeMille)
- 1919 For Better, for Worse (režie Cecil B. DeMille)
- 1919 Rozmary osudu (režie Cecil B. DeMille)
- 1920 Why Change Your Wife? (režie Cecil B. DeMille)
- 1920 Something to Think About (režie Cecil B. DeMille)
- 1921 The Great Moment (režie Sam Wood)
- 1921 Anatolovy aféry (režie Cecil B. DeMille)
- 1922 Her Husband's Trademark (režie Sam Wood)
- 1922 Beyond the Rocks (režie Sam Wood)
- 1922 The Impossible Mrs. Bellew (režie Sam Wood)
- 1922 My American Wife (režie Sam Wood)
- 1923 Prodigal Daughters (režie Sam Wood)
- 1923 Bluebeard's Eighth Wife (režie Sam Wood)
- 1923 Zaza (režie Allan Dwan)
- 1924 Manhandled (režie Allan Dwan)
- 1924 Her Love Story (režie Allan Dwan)
- 1925 The Coast of Folly (režie Allan Dwan)
- 1926 Fine Manners (režie Richard Rosson a Lewis Milestone)
- 1928 Tělo je hříšné (režie Raoul Walsh)
- 1929 Ženy a milenky (režie Edmund Goulding)
- 1929 Královna Kelly (režie (5 různých))
- 1930 What a Widow! (režie Allan Dwan a James Seymour)
- 1931 Indiscreet (režie Leo McCarey)
- 1941 Father Takes a Wife (režie Jack B. Hively)
- 1950 Sunset Blvd. (režie Billy Wilder)
- 1952 Three for Bedroom C (režie Milton H. Bren)
- 1956 Můj syn Nero (režie Steno)